# Richard Eduard John
Richard Eduard John, född 17 juli 1827 i Marienwerder, Västpreussen, död 7 augusti 1889 i Göttingen, var en tysk jurist.
John blev 1856 extra ordinarie och 1859 ordinarie juris professor i Königsberg. År 1868 kallades han till Kiel och 1869 till Göttingen. År 1870 utsågs han till medlem av hanseatiska överappellationsdomstolen i Lübeck, men återvände 1876 till Göttingen som professor i straffrätt. Åren 1862–67 var han ledamot av preussiska Abgeordnetenhaus och tillhörde där Deutsche Fortschrittspartei, men anslöt sig 1866 till Nationalliberale Partei. 
Bland Johns skrifter kan nämnas Das Strafrecht in Norddeutschland zur Zeit der Rechtsbücher (I, 1858), Die Lehre vom fortgesetzten Verbrechen und von der Verbrechenskonkurrenz (1860), Ueber Strafanstalten (1865), Ueber die Todesstrafe (1867), Das Strafrecht in Norddeutschland, Beurtheilung des Entwurfs eines Strafgesetzbuchs für den Norddeutschen Bund (1870), Ueber Geschwornengerichte und Schöffengerichte (1872) och Das deutsche Strafprozessrecht (1880). I Franz von Holtzendorffs "Handbuch des deutschen Strafrechts" (1871–74) behandlade han avdelningen om förbrytelser mot staten.